# MBDA Deutschland
Die MBDA Deutschland GmbH ist ein Rüstungsunternehmen mit Sitz in Schrobenhausen; das Unternehmen entwickelt, produziert und wartet Luftverteidigungs- und Lenkflugkörpersysteme sowie Komponenten und Subsysteme für Luftwaffe, Marine und Heer.
MBDA Deutschland ist eine hundertprozentige Tochter der Matra-BAe-Dynamics-Aérospatiale-Gruppe. Sie machte im Jahr 2021 ca. 321 Millionen Euro Umsatz. Neben dem Hauptsitz in Schrobenhausen hat das Unternehmen noch Standorte in Freinhausen, Aschau am Inn und Ulm.

## Geschichte
Im Jahre 1995 wurden alle Lenkflugkörper-Aktivitäten der DASA (heute Airbus Group, ehemals EADS) und der Dornier GmbH in der LFK-Lenkflugkörpersysteme GmbH zusammengeführt. Seit 2006 ist das Unternehmen im Rahmen der europäischen Konsolidierung des Lenkflugkörperbereichs Teil der MBDA, eines Unternehmens mit weltweit über 18.000 Mitarbeitern und rund 4,9 Mrd. EUR Umsatz im Jahr. Im Mai 2012 erfolgte die Umfirmierung der LFK-Lenkflugkörpersysteme GmbH zur MBDA Deutschland GmbH.
COMLOG GmbH (Joint Venture zwischen MBDA und RTX Corporation) baut seit 2024 in Schrobenhausen neue Produktionslinien auf und wird dort für mehrere Streitkräfte (Bundeswehr, Niederlande, Spanien und Rumänien) 1.000 PAC-2 GEM-T-Raketen für das Patriot-Luftabwehrsystem bauen. Bis dato wurden diese aus den USA importiert.

## Arbeitgeber
MBDA Deutschland beschäftigt an den Standorten Schrobenhausen (Hauptsitz), Aschau am Inn, Freinhausen und Ulm rund 1400 Mitarbeiter. Von 2006 bis April 2012 wurde der Hauptsitz Schrobenhausen ausgebaut und modernisiert. Zu diesem Zweck wurden im Hagenauer Forst Labor- und Bürogebäude, eine Integrationshalle und ein Simulationszentrum auf dem Gelände einer ehemaligen Fabrik der Paraxol GmbH gebaut, wo während des Zweiten Weltkriegs Pentaerythrit hergestellt wurde. Zudem wurden ein neues Betriebsrestaurant, ein Parkhaus und ein Fitness-Studio gebaut. Insgesamt hat die MBDA Deutschland über 100 Millionen Euro in die Modernisierung des Standortes investiert. Die Verlagerung des ehemaligen EADS-Standorts in Unterschleißheim nach Schrobenhausen wurde 2012 abgeschlossen; dort waren 2023 etwa 950 Mitarbeiter tätig.

## Produkte
MBDA Deutschland entwickelt und produziert Luftverteidigungs- und Lenkflugkörpersysteme sowie Laserwaffen für die Bundeswehr. Die beiden Tochterfirmen von MBDA Deutschland, TDW und Bayern-Chemie, gelten als weltweit führend bei der Herstellung von Gefechtsköpfen und Antrieben für Lenkflugkörper.
Beispiele sind:
- der Luft-Boden-Marschflugkörper Taurus KEPD 350
- der Luft-Luft-Lenkflugkörper MBDA Meteor
- die Boden-Boden-Panzerabwehrlenkwaffe MILAN
- das Flugabwehrraketensystem MIM-104 Patriot[9]
- der Lenkflugkörper Enforcer
- die Hubschrauberbewaffnung PARS 3 LR
- das Nahverteidigungssystem RIM-116 RAM für Schiffe
- der intelligente Zünder PIMPF (Programmable Intelligent Multi Purpose Fuze) des Tochterunternehmens TDW kommt zum Einsatz in bunkerbrechenden Waffen wie Marschflugkörper Taurus, Naval Strike Missile und den amerikanischen bunker blastern[10][11]
- der regelbare Feststoff-Staustrahlantrieb für den Luft-Luft-Lenkflugkörper Meteor. Die MBDA Deutschland Tochter Bayern-Chemie gilt auf diesem Gebiet als Weltmarktführer.

Im August 2022 beschoss die Fregatte Sachsen auf der Ostsee vor Putlos mit einem 20-kW-Laserdemonstrator mehrere Drohnen im Nah- und Nächstbereich „im scharfen Schuss“. Die Tests waren erfolgreich. 
MBDA Deutschland und Rheinmetall kooperieren bei der Entwicklung von Hochenergielaserwaffen.

## Tochter- und Beteiligungsgesellschaften
Die MBDA Deutschland GmbH hat folgende Tochter- und Beteiligungsgesellschaften:
- 100 % Bayern-Chemie Gesellschaft für flugchemische Antriebe mbH
- 100 % TDW Gesellschaft für verteidigungstechnische Wirksysteme mbH
- 67 % TAURUS Systems GmbH (33 % SAAB Dynamics AB)
- 50 % COMLOG Gesellschaft für Logistik mbH (50 % Raytheon Procurement Company, Inc.)
- 50 % PARSYS GmbH (50 % Diehl BGT Defence GmbH & Co. KG)
- 50 % RAM-System GmbH (25 % Diehl BGT Defence GmbH & Co. KG und 25 % Diehl Defence)